# Grosser Hundstod
Le Grosser Hundstod est un sommet des Alpes, à 2 593 ou 2 594 m d'altitude, dans les Alpes de Berchtesgaden, et particulièrement dans le Steinernes Meer, entre l'Autriche (land de Salzbourg) et l'Allemagne (Bavière).